# Kasika
 (septembre 2020).
Kasika est une localité de la chefferie de Lwindi, située dans la province du Sud-Kivu en République démocratique du Congo.

## Histoire
Le 24 août 1998, plus de 1000 personnes sont tuées lors d’un massacre commis par des rebelles du RCD et des militaires rwandais, selon l’ONU,.